# Вайнберг, Джеральд
Дже́ральд Ва́йнберг (англ. Gerald (Jerry) Marvin Weinberg; 27 октября 1933) — американский учёный, автор и преподаватель психологии и антропологии разработки программного обеспечения.

## Биография
Родился в Чикаго в 1933 году.
В 1963 получил докторскую степень в Мичиганском университете.
Начал работать с вычислительными машинами IBM в 1956 году в вашингтонском федеральном отделе систем, где участвовал в качестве менеджера отдела по управлению систем в проекте Project Mercury (1959—1963). Целью проекта был запуск человека на околоземную орбиту.
В 1960 году публикует одну из своих первых книг — «Real-Time Multiprograming in the Project Mercury».
С 1969 года является главным консультантом и управляющим компании Weinberg & Weinberg. Проводит такие семинары как AYE Conference «The Problem Solving Leadership» c 1974, а также семинар про The Fieldstone Method. Позже выступал как автор Dorset House Publishing с 1970, консультант в Microsoft с 1988, управляющий на Shape Forum c 1993.
В качестве приглашенного профессора выступал в Университет Небраски в Линкольне, SUNY Binghamton и в Колумбийский университет. Начиная с 1950-х годов становится членом Society for General Systems Research. Также является одним из основателей IEEE Transactions on Software Engineering, членом Southwest Writers и Oregon Writers Network, а также ключевым докладчиком ряда конференций, посвященных разработке ПО.
В 1993 году получил J.-D. Warnier Prize за выдающиеся достижения в науках об информатике, в 2000 стал победителем Stevens Award за вклад в разработку программного обеспечения, в 2010 получил первую ежегодную награду Luminary Award в номинации Software Test Professionals.

## Работа
Его наиболее известными книгами остаются признанные классическими «Психология компьютерного программирования» («The Psychology of Computer Programming») и «Введение к общему системному мышлению» («Introduction to General Systems Thinking»).
Вайнберг также известен как автор ряда юмористических афоризмов, например, «закона близнецов» (Weinberg’s Law of Twins) из книги «Секреты консалтинга» (1986): (подстрочный перевод)
Однажды автор ехал в автобусе по Нью-Йорку. На одной остановке в автобус вошла мать с 8-ю маленькими детьми. Она осведомилась у водителя о цене проезда. «Один доллар для взрослого и пол-доллара для детей от пяти лет». Женщина поблагодарила и протянула водителю один доллар. «Вы хотите сказать, что всем вашим детям меньше пяти лет??» — удивился водитель. Женщина объяснила, что у неё четыре пары близнецов возрастом от года до четырёх. «Извините, мэм, у вас действительно всё время рождаются близнецы??». «Упаси Боже, нет! Бо́льшую частью времени у нас никто не рождается!». Закон близнецов гласит: «Как много бы работы и усилий не вкладывалась бы, бо́льшую часть времени на бо́льшей части света не происходит ничего важного».
Написал ряд рассказов, был членом сообщества писателей Book View Café.

## Публикации
Вайнберг опубликовал более 40 книг и более 400 статей. Среди них:
- 1971. The Psychology of Computer Programming.. Silver Anniversary Edition (1998) ISBN 0-932633-42-0
- 1982. Are Your Lights On?: How to Figure Out what the Problem Really is. With Donald C. Gause. ISBN 0-932633-16-1
- 1986. Becoming a Technical Leader: An Organic Problem-Solving Approach. ISBN 0-932633-02-1
- 1986. Secrets of Consulting: A Guide to Giving and Getting Advice Successfully. ISBN 0932633013
- 1988. General Principles of Systems Design. With Daniela Weinberg. ISBN 0-932633-07-2
- 1992. Quality Software Management: Anticipating Change. Vol. 1: Systems Thinking. ISBN 0-932633-22-6
- 2001. An Introduction to General Systems Thinking: Silver Anniversary Edition ISBN 0-932633-49-8
- 2002. More Secrets of Consulting: The Consultant’s Tool Kit. ISBN 0-932633-52-8
- 2005. Weinberg on Writing: The Fieldstone Method ISBN 0-932633-65-X
- 2008. Perfect Software: And Other Illusions about Testing ISBN 0932633692
- 2010. Freshman Murders ISBN 1453700153